# Braffais
Braffais ist eine Ortschaft und eine ehemalige französische Gemeinde mit zuletzt 192 Einwohnern (Stand: 2013) im Département Manche in der Region Normandie.
Mit Wirkung vom 1. Januar 2016 wurden die früheren Gemeinden Sainte-Pience, Braffais und Plomb zur Commune nouvelle Le Parc zusammengelegt. Den ehemaligen Gemeinden wurde in der neuen Gemeinde der Status einer Commune déléguée nicht zuerkannt. Der Verwaltungssitz befindet sich im Ort Sainte-Pience.

## Lage
Nachbarorte sind Sainte-Pience im Nordwesten, La Chaise-Baudouin im Norden und im Osten, Tirepied im Süden und Plomb im Westen.

## Bevölkerungsentwicklung
| Jahr      | 1962 | 1968 | 1975 | 1982 | 1990 | 1999 | 2008 | 2013 |
| --------- | ---- | ---- | ---- | ---- | ---- | ---- | ---- | ---- |
| Einwohner | 275  | 244  | 225  | 212  | 181  | 163  | 181  | 192  |

|  |  |